# Vriesea colnagoi
Vriesea colnagoi là một loài thuộc chi Vriesea. Đây là loài đặc hữu của Brasil.